# Szymon Kardaś
Szymon Jan Kardaś (ur. 5 lipca 1980) – polski politolog, doktor nauk humanistycznych specjalizujący się w polityce zagranicznej Rosji (zwłaszcza energetycznej) oraz europejskim prawie gospodarczym; wykładowca Wydziału Nauk Politycznych i Studiów Międzynarodowych Uniwersytetu Warszawskiego oraz główny specjalista w zespole rosyjskim w Ośrodku Studiów Wschodnich.

## Życiorys

### Wykształcenie
Syn nauczyciela Tomasza Kardasia. Absolwent II Liceum Ogólnokształcącego w Inowrocławiu (1999, tytuł primus inter pares). Ukończył na Uniwersytecie Warszawskim stosunki międzynarodowe (2004, praca: Azja Środkowa jako obszar rywalizacji państw trzecich (Rosja, Stany Zjednoczone, Chiny, Iran i Turcja) oraz prawo (2007, Wybrane aspekty prawnomiędzynarodowe konfliktu w Górskim Karabachu). W kwietniu 2010 na Wydziale Dziennikarstwa i Nauk Politycznych UW obronił z wyróżnieniem doktorat pt. Wpływ Światowej Organizacji Handlu na transformację systemu prawnego Federacji Rosyjskiej (promotor – Witold Góralski).

### Praca zawodowa
Od 2004 zatrudniony w Instytucie Stosunków Międzynarodowych UW, gdzie prowadzi zajęcia z międzynarodowego prawa handlowego, prawa gospodarczego Unii Europejskiej, prawa międzynarodowego publicznego, polityki wewnętrznej i zagranicznej Rosji. Koordynator współpracy między ISM UW a Wydziałem Stosunków Międzynarodowych Państwowego Uniwersytetu w Petersburgu oraz Szkołą Badań Regionalnych i Międzynarodowych Dalekowschodniego Uniwersytetu Federalnego we Władywostoku. Do 2012 sekretarz Pracowni Badań nad Rosją i Państwami Poradzieckimi WDiNP. Po zmianie struktury ISM UW w 2019 pracownik Katedry Dyplomacji i Instytucji Międzynarodowych WNPiSM UW.
W 2012 rozpoczął pracę w Zespole Rosyjskim Ośrodka Studiów Wschodnich, gdzie był głównym specjalistą w zakresie wewnętrznej i zewnętrznej polityki energetycznej Rosji. Pracę w OSW zakończył w grudniu 2022. Od stycznia 2023 zawodowo związany z ECFR.
Współpracował z Helsińską Fundacją Praw Człowieka oraz Instytutem Badań nad Gospodarką Rynkową. Regularnie wypowiada się w mediach oraz publikuje w czasopismach branżowych (np. „Nowej Europie Wschodniej”), gdzie pozostaje wierny także innym ujawnionym przez siebie zainteresowaniom, np. teatrowi.

### Wyróżnienia
Stypendysta Fundacji na rzecz Nauki Polskiej dla młodych uczonych (2009). Laureat Konkursu Stypendialnego dla najlepszych młodych doktorów, w ramach projektu „Nowoczesny Uniwersytet – kompleksowy program wsparcia dla doktorantów i kadry dydaktycznej Uniwersytetu Warszawskiego” (2011). Laureat X edycji stypendium naukowego dla młodych wybitnych naukowców prowadzących wysokiej jakości badania i cieszących się imponującym dorobkiem naukowym (2015).

## Wybrane publikacje
Monografie
- Prezydent on-line. Wizerunek głowy państwa w odbiorze społecznym w przestrzeni poradzieckiej. Kazus Rosji na tle wybranych państw WNP, Warszawa: Rambler, 2016, ISBN 978-83-62751-52-5 (wspólnie z Alicją Curanović).
- Z prądem rzeki. Międzynarodowe spory wodno-energetyczne na przykładzie Azji Centralnej, Warszawa: Rambler, 2012, ISBN 978-83-62751-11-2 (wspólnie z Marcinem Kaczmarskim).
- Rosja w WikiLeaks, Warszawa: Wydawnictwo Naukowe Scholar, 2011, ISBN 978-83-7383-539-9 (wspólnie z Alicją Curanović).
- Rosja a WTO. Wpływ procesu akcesyjnego na transformację rosyjskiego prawa, Warszawa: Dom Wydawniczy „Elipsa”, 2011, ISBN 978-83-7151-732-7.
- Polityka zagraniczna Federacji Rosyjskiej w okresie prezydentury Władimira Putina: próba bilansu, Warszawa: Instytut Stosunków Międzynarodowych, 2008, ISBN 978-83-7383-326-5 (wspólnie z Alicją Curanović i Radosławem Alfem).

Prace OSW
- Ani krezus, ani bankrut. Kondycja finansowa Gazpromu, 2018. Wersja online.
  - Neither super-rich, Nor bankrupt. Gazprom’s financial condition, 2018. Wersja online.

- Putin po raz czwarty. Stan i perspektywy Rosji (2018–2024), 2018 (wspólnie z zespołem rosyjskim). Wersja online.
  - Tłumaczenie angielskie: Putin for the fourth time. The state of and prospects for Russia (2018–2024), 2018. Wersja online.
- Kłopotliwa inwestycja. Białoruska elektrownia jądrowa w Ostrowcu, 2018 (pod red. Wojciecha Konończuka). Wersja online.
- Na rozdrożu. Aktualne problemy rosyjskiego sektora gazowego, 2017. Wersja online.
  - Tłumaczenie angielskie: At crossroads. Current problems of Russia’s gas sector, 2017. Wersja online.
- Region specjalnej troski. Rosyjski Daleki Wschód w polityce Moskwy, 2017 (współpraca Ewa Fischer). Wersja online.
  - A region with special needs. The Russian Far East in Moscow’s policy, 2017 (współpraca Ewa Fischer). Wersja online.
- Zmierzch naftowego Eldorado. Ewolucja aktywności rosyjskich firm naftowych na rynku UE, 2016. Wersja online.
  - Tłumaczenie angielskie: The twilight of the oil Eldorado. How the activity of Russian oil companies on the EU market has evolved, 2016. Wersja online.
- Przeciąganie liny. Rosja wobec zmian na europejskim rynku gazu, 2014. Wersja online.
  - Tłumaczenie angielskie: The tug of war. Russia's response to changes on the European gas market, 2014. Wersja online.